# Juniperus fargessi
Juniperus fargessi là một loài thực vật hạt trần trong họ Cupressaceae. Loài này được Rehder mô tả khoa học đầu tiên..